# Серра-Тальяда
Серра-Тальяда (порт. Serra Talhada) — муниципалитет в Бразилии, входит в штат Пернамбуку. Составная часть мезорегиона Сертан штата Пернамбуку. Входит в экономико-статистический микрорегион Вали-ду-Пажеу. Население составляет 76 198 человек на 2007 год. Занимает площадь 2965,3 км². Плотность населения — 25,7 чел./км².
Праздник города — 6 мая.

## История
Город основан 6 мая 1851 года.

## Статистика
- Валовой внутренний продукт на 2005 составляет 312 751 тыс. реалов (данные: Бразильский институт географии и статистики).
- Валовой внутренний продукт на душу населения на 2005 составляет 4467 реалов (данные: Бразильский институт географии и статистики).
- Индекс развития человеческого потенциала на 2000 составляет 0,682 (данные: Программа развития ООН).

## Климат
Климат местности: полупустыня. В соответствии с классификацией Кёппена, климат относится к категории BShW.